# Baldissero Canavese
Baldissero Canavese – miejscowość i gmina we Włoszech, w regionie Piemont, w prowincji Turyn.
Według danych na rok 2004 gminę zamieszkiwało 510 osób, 127,5 os./km².